# Sylvia Pinel
Pour les articles homonymes, voir Pinel.
Sylvia Pinel, née le 28 septembre 1977 à L'Union (Haute-Garonne), est une femme politique française.
Collaboratrice de Jean-Michel Baylet, elle est élue députée en 2007 dans la 2e circonscription de Tarn-et-Garonne, jusqu'à sa défaite en 2022. Elle est successivement ministre déléguée, ministre de l'Artisanat, du Commerce et du Tourisme dans les gouvernements Jean-Marc Ayrault I et II (2012-2014), ministre du Logement et de l’Égalité des territoires dans les gouvernements Valls I et II (2014-2016). À ce dernier poste, elle fait adopter un dispositif du code général des impôts qui porte son nom. Candidate à la primaire citoyenne de 2017, elle recueille 2,02 % des voix et soutient le vainqueur, Benoît Hamon.
Jusqu'alors membre du groupe radical, républicain, démocrate et progressiste à l'Assemblée nationale, elle siège de 2017 à 2018 au sein des non-inscrits, puis au sein du nouveau groupe Libertés et territoires. Elle vote la confiance au gouvernement Édouard Philippe en 2017, puis vote contre en 2019.
Elle est également présidente du Parti radical de gauche (PRG) de 2016 à 2017, co-présidente du Mouvement radical de 2017 à 2019, et porte-parole du PRG, le centre gauche (nouveau nom du PRG) de 2019 à 2023.

## Biographie

### Famille et formation
Sa mère, adjointe au maire de Fabas, a travaillé avec le sénateur-maire radical Pierre Tajan. Son père, Michel Pinel, décédé en 2011, était éleveur de bovins et conseiller municipal à Gargas. Sylvia Pinel fréquente le lycée Michelet de Montauban, puis obtient un DESS contentieux et arbitrage à l'université Toulouse-I-Capitole et un DEA en droit privé fondamental et européen, à la Faculté de droit et des sciences économiques de l'université de Limoges, sa première année de droit ayant été faite au centre universitaire de Montauban.

### Élue locale
Après ses études, Sylvia Pinel devient chargée de mission (2002-2004), puis chef de cabinet (2004-2007) du président du conseil général de Tarn-et-Garonne, Jean-Michel Baylet. Elle s'initie à la politique à ses côtés.
Intégrée à la « galaxie » du président du Tarn-et-Garonne, par ailleurs patron de La Dépêche du Midi,, elle est élue le 17 juin 2007, pas encore trentenaire, députée de la deuxième circonscription de Tarn-et-Garonne. Son adversaire malheureux Jacques Briat, ex-député UMP, est débouté de son recours devant le Conseil constitutionnel pour un traitement privilégié selon lui dans La Dépêche du Midi, dirigé par Baylet,. Sylvia Pinel est alors députée d'une circonscription à fort taux de chômage, elle milite fortement pour la ligne LGV Bordeaux - Toulouse.
Aux élections régionales de 2010, elle mène la liste de l'union de la gauche en Tarn-et-Garonne. Elle est élue au second tour conseillère régionale de Midi-Pyrénées.
En mars 2011, la députée est candidate aux élections cantonales dans la sous-préfecture de Tarn-et-Garonne, Castelsarrasin. Elle n'est pas élue au second tour, recueillant seulement 33 % des voix.

### Premier mandat de députée
En 2007, elle devient la plus jeune femme de l'Assemblée nationale.
Elle vote généralement comme son groupe parlementaire. Ses centres d'intérêt parlementaires tournent autour des problématiques de la justice, des prisons et de la Sécurité sociale. Elle se fait remarquer en proposant avec neuf autres députés d'abroger la loi du 26 brumaire an IX, toujours en vigueur qui précise que « toute femme désirant s’habiller en homme doit se présenter à la Préfecture de police pour en obtenir l’autorisation » et qui a été modifiée par deux circulaires de 1892 et 1909 autorisant le port féminin du pantalon « si la femme tient par la main un guidon de bicyclette ou les rênes d’un cheval ». Elle s'abstient lors du vote de la loi Hadopi, 190 autres ayant voté contre.
Elle signe avec 20 personnalités de gauche un « appel pour un pacte unitaire de progrès » dans le but d'unir la gauche pour la présidentielle de 2012. Elle est membre de l'équipe de campagne de François Hollande dans le cadre de cette élection.

### Ministre sous François Hollande

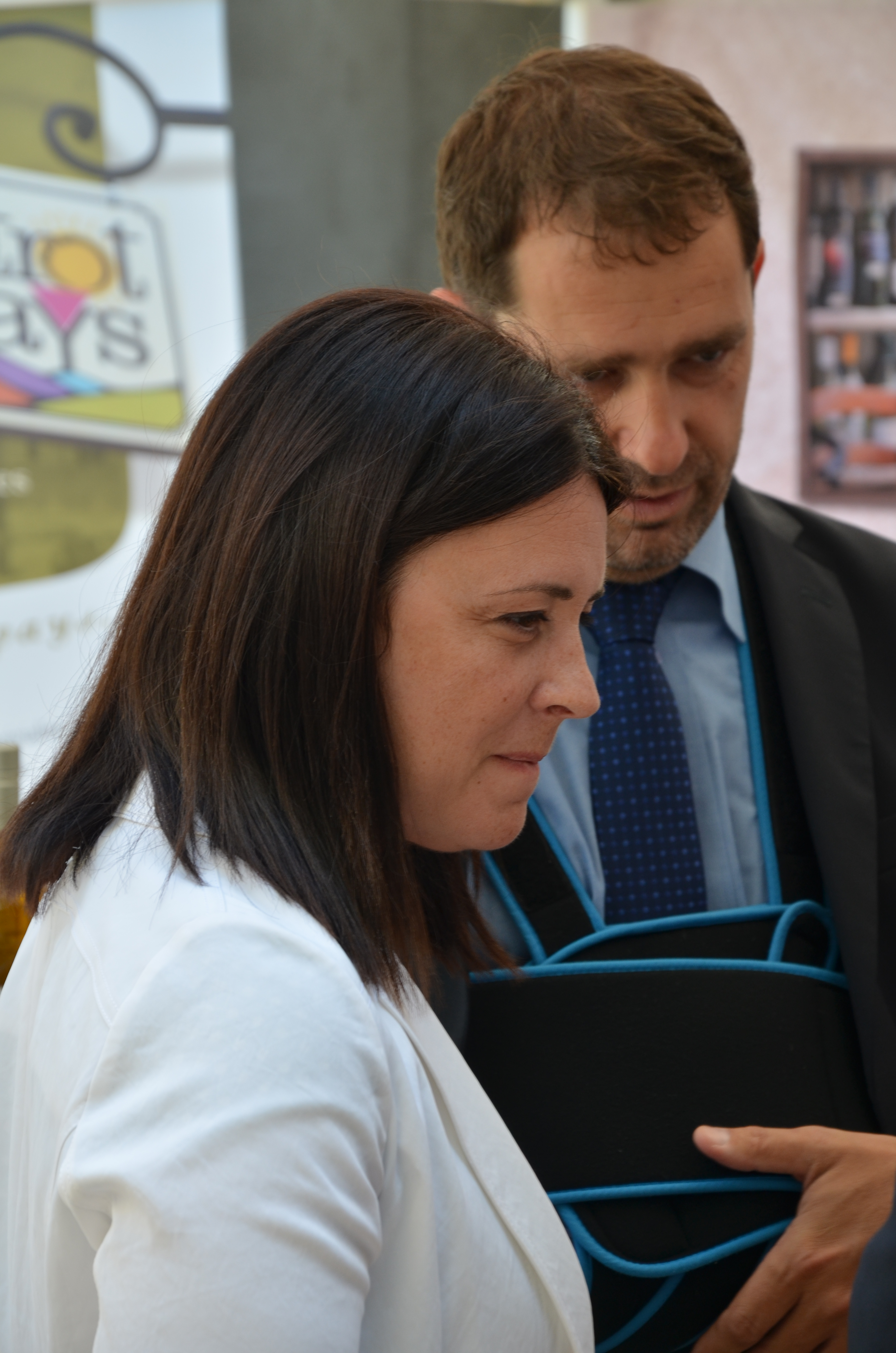
Sylvia Pinel et Christophe Castaner, alors député des Alpes-de-Haute-Provence

Le 16 mai 2012, elle est nommée ministre déléguée à l'Artisanat, au Commerce et au Tourisme au sein du gouvernement Jean-Marc Ayrault. Elle est l'un des plus jeunes membres du gouvernement, étant née 6 jours seulement avant la benjamine Najat Vallaud-Belkacem.
En juin 2012, elle fait partie des 25 ministres candidats aux élections législatives. Elle se représente ainsi dans la deuxième circonscription du Tarn-et-Garonne sous les couleurs du Parti radical de gauche. Étant déjà ministre, cette élection s'avère décisive pour elle car le Premier ministre Jean-Marc Ayrault a annoncé que les membres de son gouvernement qui perdraient aux élections législatives ne seraient pas reconduits au gouvernement. Le 10 juin, elle arrive en tête du premier tour en ballottage favorable avec 42,05 % des suffrages. Elle est opposée au second tour à la candidate du Front national Marie-Claude Dulac qui a recueilli 19,21 % des suffrages au premier tour. Sylvia Pinel remporte le second tour le 17 juin avec 59,86 % des suffrages exprimés face à sa concurrente Marie-Claude Dulac qui obtient 40,14 %.
Après le remaniement du 21 juin, elle obtient un ministère de plein exercice, en tant que ministre de l'Artisanat, du Commerce et du Tourisme.

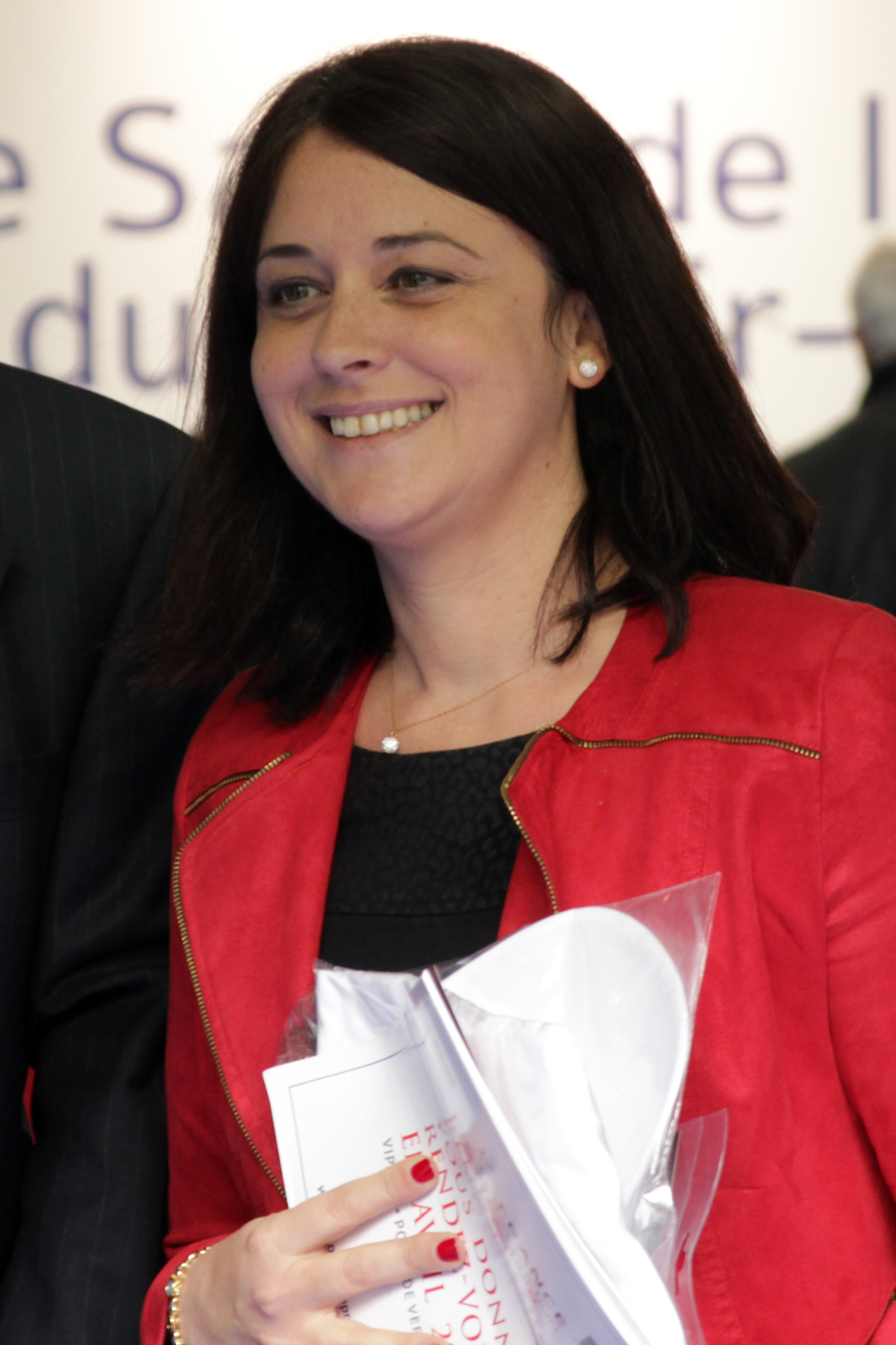
Sylvia Pinel en 2013.

Après avoir décrété un rehaussement des cotisations sociales pour les auto-entrepreneurs fin 2012, Sylvia Pinel a entrepris depuis le début de l'année 2013 une nouvelle réforme visant à limiter à deux années d'activité le statut d'auto-entrepreneur, ainsi qu'à en abaisser le plafond.
Ces mesures susceptibles de priver le statut de l'auto-entrepreneur de ses principales qualités et de sanctionner lourdement ceux qui n'ont pas réussi à atteindre un objectif satisfaisant pour muter en régime classique ont amené un mouvement de contestation grandissant à s'opposer à ce futur projet de loi, le mouvement des « Poussins ». Leur pétition avait déjà atteint 100 000 signatures lorsqu'elle a présenté son nouveau projet, le 12 juin 2013. Grégoire Leclercq, président de la FEDAE s'oppose frontalement à ce projet. Une commission sénatoriale a affirmé son désaccord avec les mesures qu'entend prendre Sylvia Pinel. Finalement, c'est le député Laurent Grandguillaume qui reprend le dossier en main et aboutit à une réforme plus consensuelle.
Le 2 avril 2014, elle est nommée ministre du Logement et de l’Égalité des territoires dans le gouvernement Valls I, en remplacement de Cécile Duflot qui avait refusé de faire partie de ce gouvernement.
La loi Pinel est un dispositif qui entre en vigueur le 18 juin 2014 dans le cadre du plan d’action pour le commerce et les commerçants. Un des objectifs de la loi Pinel est de favoriser l’implantation de nouveaux commerces en modifiant les caractéristiques du bail commercial. Le 25 juin 2014, Sylvia Pinel annonce sa nouvelle réforme concernant le zonage de la loi Duflot, ceci dans l'idée de favoriser la relance du secteur immobilier en France. Le 17 octobre 2014, la loi Pinel pour l'investissement locatif est votée par les députés ; elle prend le relais de la loi Duflot dès le 1er janvier 2015 avec rétroactivité au 1er septembre 2014.

### Région Occitanie et retour à l'Assemblée
Lors de l'élection régionale de 2015 en Languedoc-Roussillon-Midi-Pyrénées, elle figure en première place de la liste socialiste du Tarn-et-Garonne.
Le 4 janvier 2016, elle est élue première vice-présidente du conseil régional de Languedoc-Roussillon-Midi-Pyrénées. Elle quitte le gouvernement le 11 février 2016 pour se consacrer à sa nouvelle fonction régionale et retrouve par la même occasion son siège de députée. Afin de respecter la loi de non-cumul des mandats, elle quitte la 1re vice-présidence de la région Occitanie.
Quelques mois avant les élections régionales de 2021 en Occitanie, elle annonce ne pas être candidate à un nouveau mandat régional.

### Responsabilités au sein du PRG et du MRSL
D'abord présidente de la fédération départementale du Parti radical de gauche de Tarn-et-Garonne, et déléguée générale adjointe du PRG, elle est nommée vice-présidente aux droits des citoyens, à la sécurité et à la justice, au sein des instances nationales du Parti radical de gauche en avril 2011.
Le 17 février 2016, elle succède à Jean-Michel Baylet à la présidence du PRG. Exerçant cette charge par intérim, elle affronte lors du congrès de septembre un autre candidat à la présidence du parti, Guilhem Porcheron. Le 3 septembre 2016, lors du congrès du PRG à La Rochelle, elle est élue présidente du Parti. Le 26 novembre, elle annonce sa candidature à l'élection présidentielle de 2017, sans passer par la primaire de gauche, avec le soutien de Génération écologie. Mais le 6 décembre, Sylvia Pinel annonce lors d'un bureau national du PRG son intention de rejoindre la primaire, les instances nationales du PRG valident cette décision le 14 décembre. Elle fait finalement partie des candidatures validées par la Haute Autorité de la primaire.
Le 9 décembre 2017, le PRG et le Parti radical « valoisien » se réunissent pour former le Mouvement radical, social et libéral (MRSL). Sylvia Pinel quitte de fait la présidence du PRG et devient co-présidente du nouveau parti, aux côtés de Laurent Hénart.
Mais en février 2019, le comité exécutif du PRG décide de quitter le MRSL, redoutant que ce dernier rejoigne la majorité présidentielle d'Emmanuel Macron lors de son prochain congrès. Guillaume Lacroix est élu à cette occasion président du PRG. Sylvia Pinel confirme s'associer à cette démarche et quitte la co-présidence du parti, qui revient à Guillaume Lacroix. Le 15 mars, elle est nommée porte-parole du PRG. En septembre 2019, le parti est renommé PRG, le centre gauche.

### Candidate à la primaire citoyenne de 2017
Sylvia Pinel est investie par le PRG en vue de la primaire citoyenne de 2017 après le renoncement de François Hollande.
Elle présente un programme qualifié par plusieurs médias de programme de campagne très favorable aux entreprises,,. Elle souhaite ramener le taux de l'impôt sur les sociétés à 20 %, contre 33,33 % en finançant cette mesure en supprimant le Crédit d'impôt pour la compétitivité et l'emploi qu'elle juge « complexe, inégalitaire et peu efficace ». Elle défend aussi la création d’un crédit d’impôt pour favoriser les CDI (1,5 % de la masse salariale, jusqu’à 2 SMIC) et le transfert des cotisations famille des entreprises vers la fiscalité mais sans hausse de la fiscalité des ménages. Concernant les questions sociétales, Sylvia Pinel défend l'accès à la PMA pour toutes les femmes, indépendamment de leur statut marital et de leur orientation sexuelle. Elle soutient également l'introduction de la possibilité de recourir à l'euthanasie pour les personnes en fin de vie voulant y avoir recours, une réforme de l'adoption pour que les couples, hétérosexuels et homosexuels puissent y avoir « accès de manière égale et juste ». Enfin, elle soutient la légalisation du « cannabis » et sa distribution contrôlée en pharmacie. Elle veut également promouvoir l'idée d'un droit européen à l'IVG qu'elle voudrait voir remboursée à 100 %. Sur les relations internationales, elle soutient l'idée d'une Europe fédérale avec la mise en place d’une « constitution fédérale ». Ce serait au Parlement européen réuni en constituante de l’écrire. L’adoption du texte se ferait par un référendum européen ayant lieu le même jour. Sylvia Pinel souhaite également renverser l’équilibre politique au sein des institutions européennes en transformant la Commission en un gouvernement de l’Europe responsable devant les eurodéputés en créant ainsi un Sénat européen pour remplacer le Conseil de l’Union européenne. Au niveau des institutions européennes, elle suggère de fusionner les postes de président de la Commission et du Conseil européen et désire instituer un gouvernement économique de la zone euro. Enfin, afin de permettre à l'UE de « financer des investissements européens dans des domaines stratégiques », Sylvia Pinel propose de réaliser une « vraie taxe sur les transactions financières », permettant ainsi de renflouer le budget de la zone euro.
Elle recueille 2,02 % des voix. Sylvia Pinel et le PRG soutiennent ensuite Benoît Hamon, vainqueur de la primaire, en vue de l'élection présidentielle de 2017.

### Députée de laXVelégislature
Candidate lors des élections législatives de 2017, elle est réélue en battant Romain Lopez, candidat du FN, avec 55 % des voix au second tour. La République en marche ! ne présente pas de candidat dans la circonscription, ce qu'elle interprète publiquement comme un soutien à sa candidature et se présente alors en tant que candidate de la majorité présidentielle.
À l'Assemblée, elle fait partie des non-inscrits. Elle est l’une des deux députées PRG sur dix (avec Jeanine Dubié) à ne pas appartenir au groupe La République en marche.
En octobre 2018, elle intègre le nouveau groupe parlementaire Libertés et territoires (LT). Après avoir voté la confiance au gouvernement Édouard Philippe en 2017, elle vote contre en juin 2019. En juillet 2021, elle s’apparente au groupe LT, dont elle était jusqu’alors pleinement membre.
Elle est éliminée au premier tour des élections législatives de 2022 face à une percée du Rassemblement national.

## Détail des mandats et fonctions

### Au gouvernement
- 16 mai 2012 – 18 juin 2012 : ministre déléguée à l'Artisanat, au Commerce et au Tourisme
- 18 juin 2012 – 31 mars 2014 : ministre de l'Artisanat, du Commerce et du Tourisme
- 2 avril 2014 – 11 février 2016 : ministre du Logement, de l'Égalité des territoires et de la Ruralité

### À l'Assemblée nationale
- 20 juin 2007 – 21 juillet 2012 : députée de la deuxième circonscription de Tarn-et-Garonne
- 12 mars 2016 – 21 juin 2022 : députée de la deuxième circonscription de Tarn-et-Garonne

### Au niveau local
- 4 janvier 2016 – 2 juillet 2021 : conseillère régionale d'Occitanie, co-présidente du groupe des Radicaux
- 4 janvier 2016 – 18 juin 2017 : première vice-présidente du conseil régional d'Occitanie, chargée de l’Aménagement du territoire, des TIC et des Politiques contractuelles

### Au sein de partis
- 17 février 2016 – 9 décembre 2017 : présidente du Parti radical de gauche (par intérim jusqu’au 3 septembre 2016)
- 9 décembre 2017 – 8 février 2019 : co-présidente du Mouvement radical
- depuis le 15 mars 2019 : porte-parole du Parti radical de gauche